# Miniopterus aelleni
Miniopterus aelleni är en fladdermus i familjen läderlappar som förekommer på Madagaskar och på Komorerna.
Djuret har rödbrun päls och en tjockare man kring halsen. Underarmarna är i genomsnitt 38,3 mm långa.
Arten lever på nordvästra Madagaskar vid kusten i regioner som ligger upp till 1350 meter över havet. Den hittas även på ön Anjouan i östra Komorerna. Miniopterus aelleni vistas på Madagaskar i torra lövfällande skogar och på Komorerna i lite fuktigare landskap. Fladdermusen uppsöker grottor för att vila.
På nordvästra Madagaskar finns flera naturskyddsområden. IUCN listar arten som livskraftig (LC).